# سفارت ارمنستان در قاهره
سفارت ارمنستان در قاهره (به ارمنی: Եգիպտոսում Հայաստանի դեսպանություն)، نمایندگی دیپلماتیک جمهوری ارمنستان در قاهره پایتخت مصر می‌باشد که در شماره ۲۰ خیابان محمد مظهر، در منطقهٔ زَمالِک، قاهره واقع شده‌است. روابط دیپلماتیک بین دو کشور در سال ۱۹۹X برقرار شده است. هم‌اکنون هراچیا پولادیان مقام سفیر جمهوری ارمنستان در قاهره را عهده‌دار است.

## نگارخانه

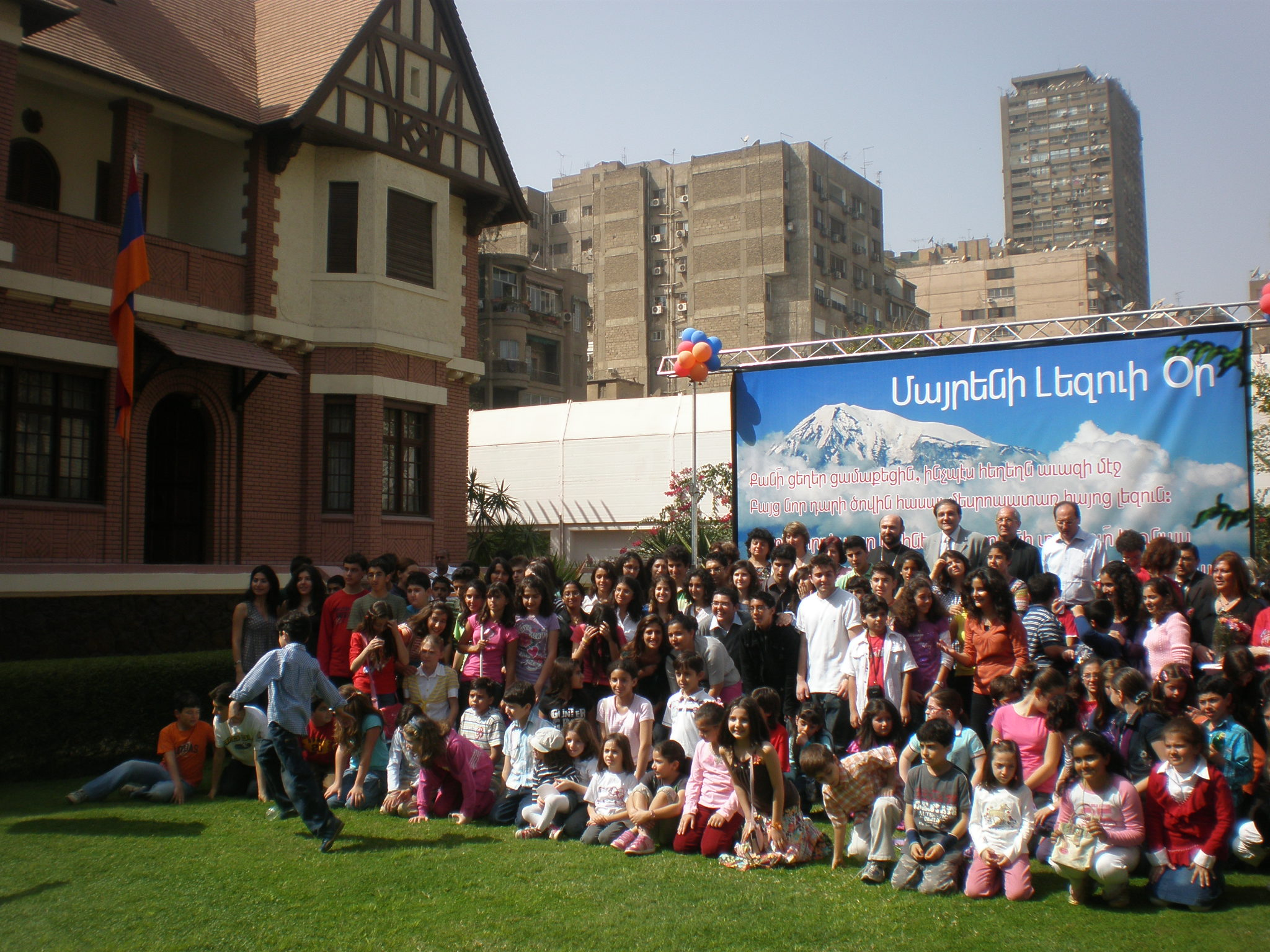
جشن‌های روز زبان مادری در سفارتخانه